# Fernando Borel
Fernando Borel (Paysandú, Uruguay, 1913-Buenos Aires, Argentina, 16 de octubre de 1989) fue un actor uruguayo, que realizó una extensa carrera actoral en Argentina. 

## Carrera profesional
Se inició como cantante lírico y fue luego un destacado intérprete de boleros, con mucho éxito en las décadas de 1940  y 1950. En 1942 actuó con Tita Merello y Augusto Codecá en la comedia musical de Abel Santa Cruz llamada Esta noche, filmación.
Intervino en el espectáculo La cabalgata del Tango, representado en el Teatro Argentino, con figuras como Nelly Daren, Azucena Maizani y Agustín Castro Miranda. También en la comedia musical El novio compartiendo escenario con Iris Marga y Luis Aguilé.
Debutó en cine dirigido por Manuel Romero en Los muchachos de antes no usaban gomina  estrenada en 1937, donde hacía el papel de Jorge Newbery. De sus filmes posteriores se recuerdan especialmente los que hizo pareja con Paulina Singerman, La rubia del camino (1938) y Caprichosa y millonaria (1940).
Borel actuó además en ciclos radiales y programas de televisión.
Estuvo radicado varios años en Brasil desarrollando su carrera de cantor melódico en importantes casinos y también hizo giras por México y Puerto Rico. 
Fernando Borel falleció el 16 de octubre de 1989 en Buenos Aires, Argentina.

## Filmografía
Actor
- Una noche en el Ta Ba Rin  (1949)
- Mar del Plata ida y vuelta  (1942)
- Caprichosa y millonaria (1940)
- Petróleo  (1940)
- La modelo y la estrella  (1939)
- Mujeres que trabajan  (1938)
- La rubia del camino  (1938)
- Cadetes de San Martín  (1937)
- Los muchachos de antes no usaban gomina (1937) …Jorge Newbery

## Algunas obras en las que intervino
- Zazá (1946)
- Cabalgata del tango (1954)
- Una viuda y tres solteros (1966)
- En un viejo patio porteño
- The Boy Friend